# تومبا (سوئد)
شهر تومبا (به سوئدی: Tumba, Sweden) در ناحیه شهری بوتشیرکا در کشور سوئد واقع شده‌است. جمعیت این شهر ۲۰۴۳٫۷۱  نفر است.